# Story 〜長寿企業の知恵〜
『Story 〜長寿企業の知恵〜』（ストーリーちょうじゅきぎょうのちえ）は、「FRESH! by CyberAgent」の「ものがたりCHANNEL」が、2017年（平成29年）1月15日から2017年（平成29年）11月12日まで配信していたトーク・ドキュメンタリー番組である。

## 概要
創業100年を超える老舗企業の経営者をゲストに招き、長寿企業の経営者が持つ知恵や理念、思いを語る。毎週日曜日の朝9時から配信しており、配信終了後には毎回アーカイブ化される。過去の放送はパソコンやスマートフォン等で、いつでも視聴可能である。

株式会社チエノワが運営する「智慧の燈火プロジェクト」の一環として制作されている番組である。

## 放送時間
毎週日曜日 9:00 - ?

## 出演者
MC
- 朝岡聡（フリーアナウンサー）
- 石田紗英子（フリーアナウンサー）

題字・書
- 平井省伍（文字Aritist）

## 放送リスト
| 2017年（平成29年）の配信 | 2017年（平成29年）の配信 | 2017年（平成29年）の配信          |
| 配信日                   | 回                       | ゲスト                            |
| ------------------------ | ------------------------ | --------------------------------- |
| 1月15日                  | #001                     | 株式会社船橋屋 8代目当主 渡辺雅司 |
| 1月22日                  | #002                     | 墨田川造船株式会社 代表 石渡秀雄  |
| 2月12日                  | #003                     | 株式会社トップウェル 小林美津良   |
| 2月26日                  | #004                     | カンロ株式会社 12代目 三須和泰    |
| 3月12日                  | #005                     | 日本橋弁松総本店 8代目 樋口純一   |
| 3月19日                  | #006                     | ダイヤモンド社 15代目 石田哲哉    |
| 4月2日                   | #007                     | 新正堂 3代目 渡辺仁久             |
| 4月9日                   | #008                     | 岩波書店 7代目 岡本厚             |
| 4月16日                  | #009                     | 大川硝子工業所 5代目 大川岳伸     |
| 4月23日                  | #010                     | ヤマト株式会社 4代目 長谷川豊     |
| 4月30日                  | #011                     | 株式会社トーダン 5代目 強口邦雄   |
| 5月7日                   | #012                     | AGC旭硝子 18代目 島村琢哉         |
| 5月14日                  | #013                     | 銀座菊廼舎 4代目 井田常道         |
| 5月21日                  | #014                     | 帝国インキ製造 3代目 澤登信成     |
| 5月28日                  | #015                     | アース製薬 6代目 川端克宜         |
| 6月4日                   | #016                     | 宇津救命丸 18代目 宇津義博        |
| 6月25日                  | #017                     | 明電舎 13代目 稲村純三            |
| 7月2日                   | #018                     | 牛田噴霧機工場 5代目 牛田清次     |
| 7月9日                   | #019                     | 東京メガネ 5代目 白山聡一         |
| 7月16日                  | #020                     | 桝屋 8代目 加藤勤                 |
| 7月30日                  | #021                     | 平凡社 6代目 下中美都             |
| 8月6日                   | #022                     | 今朝 5代目 藤森朗                 |
| 8月13日                  | #023                     | ホットマン 7代目 坂本将之         |
| 8月20日                  | #024                     | 片倉工業 15代目 佐野公哉          |
| 8月27日                  | #025                     | はし藤 本店 4代目 上中康成        |
| 9月10日                  | #026                     | 諏訪貿易株式会社 3代目 諏訪恭一   |
| 9月23日                  | #027                     | すき焼き ちんや 6代目 住吉史彦    |
| 9月24日                  | #028                     | 鳥料理 玉ひで 8代目 山田耕之亮    |
| 10月1日                  | #029                     | 至誠学舎立川 8代目 橋本正明       |
| 10月8日                  | #030                     | 土橋園 5代目 土橋武雄             |
| 10月15日                 | #031                     | 東京温灸院 4代目 小宮由希子       |